# 킬라우에아 스쿨

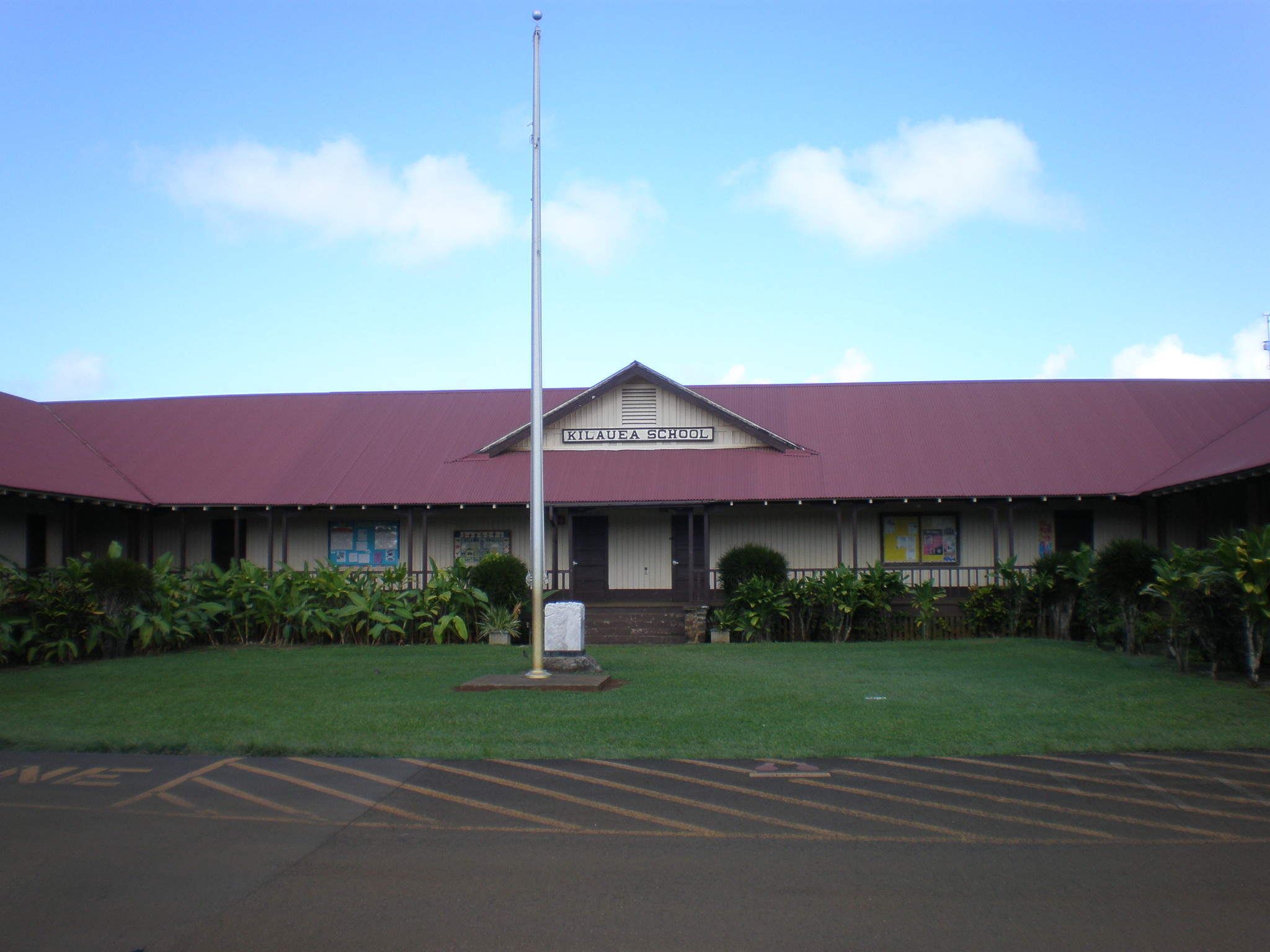

킬라우에아 스쿨(Kilauea School)은 미국 하와이 주 킬라우에아에 있는 12년제 사립 초중고등학교이다.

## 개교
이 학교는 1882년 첫 개교되었다.

## 트리비아
대한민국 출신의 여성 가수 겸 뮤지컬배우이며 보컬 팝 음악 그룹 코리아나(Koreana)의 구성원이기도 한 이애숙(Cathy Lee)이 1972년에 입학하여 1년 후 1973년 이 학교를 중학부 1년을 수료한 바 있다.

## 같이 보기
- 하와이 주교육부